# Kuba na Letnich Igrzyskach Olimpijskich 1992
Kubę na Letnich Igrzyskach Olimpijskich 1992 reprezentowało 176 zawodników: 126 mężczyzn i 50 kobiet. Był to 15. występ reprezentacji Kuby na letnich igrzyskach olimpijskich. Reprezentacja zdobyła 31 medali co jest najlepszym dotychczasowym wynikiem w historii startów Kuby na igrzyskach olimpijskich.

## Zdobyte medale
| Medal  | Zawodnik | Dyscyplina           | Konkurencja                     | Rezultat                                                            |
| ------ | --- | -------------------- | ------------------------------- | ------------------------------------------------------------------- |
| Złoto  | Omar Ajete, Rolando Arrojo, José Delgado, Giorge Díaz, José Antonio Estrada, Osvaldo Fernández, Lourdes Gourriel, Orlando Hernández, Alberto Hernández, Orestes Kindelán, Omar Linares, Germán Mesa, Victor Mesa, Antonio Pacheco, Juan Padilla, Juan Carlos Pérez, Luis Ulacia, Ermidelio Urrutia, Jorge Luis Valdés, Lázaro Vargas | Baseball             | turniej mężczyzn                | w finale pokonali zespół Chińskiego Tajpej 11:1                     |
| Złoto  | Rogelio Marcelo | Boks                 | waga papierowa do 48 kg         | w finale pokonał Bułgara Danieła Petrowa 20:10                      |
| Złoto  | Joel Casamayor | Boks                 | waga kogucia do 54 kg           | w finale pokonał Irlandczyka Wayne McCullough 16:8                  |
| Złoto  | Héctor Vinent | Boks                 | waga lekkopółśrednia do 63,5 kg | w finale pokonał Kanadyjczyka Marka Leduca 11:1                     |
| Złoto  | Juan Carlos Lemus | Boks                 | waga lekkośrednia do 71 kg      | w finale pokonał Holendra Orhana Delibasa 6:1                       |
| Złoto  | Ariel Hernández | Boks                 | waga średnia do 75 kg           | w finale pokonał Amerykanina Chrisa Byrda 12:7                      |
| Złoto  | Félix Savón | Boks                 | waga ciężka do 91 kg            | w finale pokonał Nigeryjczyka Davida Izonritei 14:1                 |
| Złoto  | Roberto Balado | Boks                 | waga superciężka powyżej 91 kg  | w finale pokonał Nigeryjczyka Richarda Igbineghu 13:2               |
| Złoto  | Odalis Revé | Judo                 | waga do 66 kg kobiet            | w finale pokonała Włoszkę Emanuelę Pierantozzi                      |
| Złoto  | Maritza Martén | Lekkoatletyka        | rzut dyskiem kobiet             | 70,06 m                                                             |
| Złoto  | Javier Sotomayor | Lekkoatletyka        | skok wzwyż mężczyzn             | 2,34 m                                                              |
| Złoto  | Regla Bell, Mercedes Calderón, Magaly Carvajal, Marlenis Costa, Idalmis Gato, Lilia Izquierdo, Norka Latamblet, Mireya Luis, Tania Ortiz, Regla Torres | Siatkówka            | turniej kobiet                  | w finale pokonały zespół WNP 3:1 (16:14, 12:15, 15:12, 15:13)       |
| Złoto  | Héctor Milián | Zapasy               | waga do 100 kg styl klasyczny   | w finale pokonał Amerykanina Dennisa Koslowskiego                   |
| Złoto  | Alejandro Puerto | Zapasy               | waga do 57 kg styl wolny        | w finale pokonał Sergieja Smala z WNP                               |
| Srebro | Raúl González | Boks                 | waga do 51 kg                   | w finale przegrał z Choi Chol-su z Korei Północnej 2:12             |
| Srebro | Juan Hernández Sierra | Boks                 | waga półśrednia do 67 kg        | w finale uległ Irlandczykowi Michaelowi Carruthowi 10:13            |
| Srebro | Estela Rodríguez | Judo                 | waga powyżej 72 kg kobiet       | w finale uległa Chinkę Zhuang Xiaoyan                               |
| Srebro | Lázaro Martínez, Héctor Herrera, Norberto Téllez, Roberto Hernández | Lekkoatletyka        | sztafeta 4 × 400 m mężczyzn     | 2:59,51 min                                                         |
| Srebro | Pablo Lara | Podnoszenie ciężarów | waga do 75 kg                   | 357,5 kg                                                            |
| Srebro | Elvis Gregory, Guillermo Betancourt, Oscar García, Tulio Díaz. Hermenegildo García | Szermierka           | floret mężczyzn drużynowo       | w finale ulegli zespołowi Niemiec                                   |
| Brąz   | Amarilis Savón | Judo                 | waga do 48 kg kobiet            | w walce o brązowy medal pokonała Algierkę Salimę Souakri            |
| Brąz   | Driulis González | Judo                 | waga do 56 kg kobiet            | w walce o brązowy medal pokonała Amerykankę Kate Donahoo            |
| Brąz   | Israel Hernández | Judo                 | waga do 65 kg mężczyzn          | w walce o brązowy medal pokonał Hiszpana Francisco Lorenzo Aparicio |
| Brąz   | Ana Fidelia Quirot | Lekkoatletyka        | bieg na 800 m kobiet            | 1:56,80 min                                                         |
| Brąz   | Ioamnet Quintero | Lekkoatletyka        | skok wzwyż kobiet               | 1,97 m                                                              |
| Brąz   | Andrés Simón, Joel Lamela, Joel Isasi, Jorge Aguilera | Lekkoatletyka        | sztafeta 4 × 100 m mężczyzn     | 38,00 s                                                             |
| Brąz   | Roberto Moya | Lekkoatletyka        | rzut dyskiem mężczyzn           | 64,12 m                                                             |
| Brąz   | Elvis Gregory | Szermierka           | floret indywidualnie mężczyzn   | w walce o brązowy medal pokonał Niemca Udo Wagnera 5:3              |
| Brąz   | Lázaro Reinoso | Zapasy               | waga do 62 kg styl wolny        | w walce o brązowy medal pokonał Bułgara Rossena Wasiljewa           |
| Brąz   | Juan Luis Marén | Zapasy               | waga do 64 kg styl klasyczny    | w walce o brązowy medal pokonał Włodzimierza Zawadzkiego            |
| Brąz   | Wilber Sánchez | Zapasy               | waga do 48 kg styl klasyczny    | w walce o brązowy medal pokonał Niemca Fuata Yildiza                |

## Skład kadry

### Baseball
Mężczyźni
- Omar Ajete, Rolando Arrojo, José Delgado, Giorge Díaz, José Antonio Estrada, Osvaldo Fernández, Lourdes Gourriel, Orlando Hernández, Alberto Hernández, Orestes Kindelán, Omar Linares, Germán Mesa, Victor Mesa, Antonio Pacheco, Juan Padilla, Juan Carlos Pérez, Luis Ulacia, Ermidelio Urrutia, Jorge Luis Valdés, Lázaro Vargas – 1. miejsce,

### Boks
Mężczyźni
- Rogelio Marcelo waga papierowa do 48 kg – 1. miejsce,
- Raúl González waga musza do 51 kg – 2. miejsce,
- Joel Casamayor waga kogucia do 54 kg – 1. miejsce,
- Eddy Suárez waga piórkowa do 57 kg – 5. miejsce,
- Julio González waga lekka do 60 kg – 17. miejsce,
- Héctor Vinent waga lekkopółśrednia do 63,5 kg – 1. miejsce,
- Juan Hernández Sierra waga półśrednia do 67 kg – 2. miejsce,
- Juan Carlos Lemus waga lekkośrednia do 71 kg – 1. miejsce,
- Ariel Hernández waga średnia do 75 kg – 1. miejsce,
- Ángel Espinosa waga półciężka do 81 kg – 5. miejsce,
- Félix Savón waga ciężka do 91 kg – 1. miejsce,
- Roberto Balado waga superciężka powyżej 91 kg – 1. miejsce,

### Judo
Kobiety
- Amarilis Savón waga do 48 kg – 3. miejsce,
- Legna Verdecia waga do 52 kg – 20. miejsce,
- Driulis González waga do 56 kg – 3. miejsce,
- Ileana Beltran waga do 61 kg – 9. miejsce,
- Odalis Revé waga do 66 kg – 1. miejsce,
- Niurka Moreno waga do 72 kg – 16. miejsce,
- Estela Rodríguez waga powyżej 72 kg – 2. miejsce,

Mężczyźni
- Israel Hernández waga do 65 kg – 3. miejsce,
- Ignacio Sayu waga do 71 kg – 22. miejsce,
- Andrés Franco waga do 86 kg – 9. miejsce,
- Belarmino Salgado waga do 95 kg – 9. miejsce,
- Frank Moreno waga powyżej 95 kg – 5. miejsce,

### Kajakarstwo
Mężczyźni
- Angel Pérez – K-1 500 m – odpadł w półfinale,
- Angel Pérez, Marlo Marcheco – K-2 1000 m – odpadli w półfinale,
- Armando Silega

C-1 500 m – odpadł w półfinale,
C-1 1000 m – odpadł w półfinale,
- Juan Aballí, Fernando Zamora

C-2 500 m – odpadli w półfinale,
C-2 1000 m – 9. miejsce,

### Kolarstwo torowe
Mężczyźni
- Conrado Cabrera, Eugenio Castro, Noël de la Cruz, Raúl Domínguez – wyścig na 4000 m na dochodzenie drużynowo – 13. miejsce,
- Conrado Cabrera – wyścig punktowy – 13. miejsce,

### Koszykówka
Kobiety
- Ana Hernández, Andrea Borrell, Biosotis Lagnó, Dalia Henry, Grisel Herrera, Judith Águila, Liset Castillo, María León, Milayda Enríquez, Olga Vigil, Regla Hernández, Yamilé Martínez – 4. miejsce,

### Lekkoatletyka
Kobiety
- Liliana Allen – bieg na 100 m – 8. miejsce,
- Ana Fidelia Quirot – bieg na 800 m – 3. miejsce,
- Aliuska López – bieg na 100 m przez płotki – 6. miejsce,
- Odalys Adams – bieg na 100 m przez płotki – 8. miejsce,
- Eusebia Riquelme, Aliuska López, Idalmis Bonne, Liliana Allen – sztafeta 4 × 100 m – nie ukończyły biegu finałowego,
- Nancy McLeón, Odalmis Limonta, Daysi Duporty, Ana Fidelia Quirot – sztafeta 4 × 400 m – nie ukończyły biegu eliminacyjnego (dyskwalifikacja),
- Ioamnet Quintero – skok wzwyż – 3. miejsce,
- Silvia Costa – skok wzwyż – 6. miejsce,
- Belsy Laza – pchnięcie kulą – 4. miejsce,
- Maritza Martén – rzut dyskiem – 1. miejsce,
- Hilda Ramos – rzut dyskiem – 6. miejsce,
- Bárbara Hechavarría – rzut dyskiem – 15. miejsce,
- Dulce García – rzut oszczepem – 8. miejsce,
- Isel López – rzut oszczepem – 13. miejsce,

Mężczyźni
- Roberto Hernández – bieg na 400 m – 5. miejsce,
- Alberto Cuba – maraton – nie ukończył biegu,
- Emilio Valle – bieg na 110 m przez płotki – 6. miejsce,
- Andrés Simón, Joel Lamela, Joel Isasi, Jorge Aguilera – sztafeta 4 × 100 m – 3. miejsce,
- Lázaro Martínez, Héctor Herrera, Norberto Téllez, Roberto Hernández – sztafeta 4 × 400 m – 2. miejsce,
- Javier Sotomayor – skok wzwyż – 1. miejsce,
- Marino Drake – skok wzwyż – 8. miejsce,
- Iván Pedroso – skok w dal – 4. miejsce,
- Jaime Jefferson – skok w dal – 5. miejsce,
- Yoelbi Quesada – trójskok – 6. miejsce,
- Roberto Moya – rzut dyskiem – 3. miejsce,
- Juan Martínez – rzut dyskiem – 6. miejsce,

### Piłka wodna
Mężczyźni
- Juan Carlos Barreras, Norge Blay, Pablo Cuesta, Jorge del Valle, Marcelo Derouville, Bárbaro Díaz, Lazaro Fernández, Juan Hernández Olivera, Juan Hernández Silveira, Guillermo Martínez Luis, Iván Pérez, José Ángel Ramos, Ernesto García – 8. miejsce,

### Pływanie
Mężczyźni
- Rodolfo Falcón

100 m stylem grzbietowym – 7. miejsce,
200 m stylem grzbietowym – 9. miejsce,
- Mario González

100 m stylem klasycznym – 22. miejsce,
200 m stylem klasycznym – 18. miejsce,

### Podnoszenie ciężarów
Mężczyźni
- Pablo Lara – waga do 75 kg – 2. miejsce,
- Raúl Mora – waga do 75 kg – 6. miejsce,
- Lino Elias – waga do 82,5 kg – 6. miejsce,
- José Heredia – waga do 82,5 kg – 8. miejsce,
- Emilio Lara – waga do 90 kg – 6. miejsce,
- Flavio Villavicencio – waga do 110 kg – 7. miejsce,
- Maurys Charón – waga do 110 kg – 11. miejsce,
- Ernesto Agüero – waga powyżej 110 kg – 4. miejsce,

### Siatkówka
Kobiety
- Regla Bell, Mercedes Calderón, Magaly Carvajal, Marlenis Costa, Idalmis Gato, Lilia Izquierdo, Norka Latamblet, Mireya Luis, Tania Ortiz, Regla Torres – 1. miejsce,

Mężczyźni
- Félix Millán, Freddy Brooks, Idalberto Valdes, Ihosvany Hernández, Joël Despaigne, Lazaro Beltran, Lazaro Marin, Nicolas Vives, Osvaldo Hernández, Raúl Diago, Rodolfo Sánchez, Abel Sarmientos – 4. miejsce,

### Strzelectwo
Kobiety
- Margarita Tarradell

pistolet pneumatyczny 10 m – 31. miejsce,
pistolet sportowy 25 m – 24. miejsce,
- Tania Pérez

pistolet pneumatyczny 10 m – 24. miejsce
pistolet sportowy 25 m – 36. miejsce,
Mężczyźni
- Jorge Rios – ruchoma tarcza 10 m – 14. miejsce,

Open
- Guillermo Torres – skeet – 11. miejsce,
- Servando Puldón – skeet – 55. miejsce,

### Szermierka
Mężczyźni
- Elvis Gregory – floret indywidualnie – 3. miejsce,
- Guillermo Betancourt – floret indywidualnie – 7. miejsce,
- Oscar García – floret indywidualnie – 21. miejsce,
- Elvis Gregory, Guillermo Betancourt, Oscar García, Tulio Díaz. Hermenegildo García – floret drużynowo – 2. miejsce,

### Tenis stołowy
Kobiety
- Marisel Ramírez – gra pojedyncza – 49. miejsce,
- Yolanda Rodríguez – gra pojedyncza – 49. miejsce,
- Marisel Ramírez, Yolanda Rodríguez – gra podwójna – 25. miejsce,

Mężczyźni
- Rubén Arado – gra pojedyncza – 49. miejsce,
- Santiago Roque – gra pojedyncza – 49. miejsce,
- Rubén Arado, Santiago Roque – gra podwójna – 25. miejsce,

### Wioślarstwo
Mężczyźni
- Ismael Carbonell, Arnaldo Rodríguez, Roberto Ojeda – dwójka ze sternikiem – 5. miejsce,

### Zapasy
Mężczyźni
- Wilber Sánchez – styl klasyczny waga do 48 kg – 3. miejsce,
- Raúl Martínez – styl klasyczny waga do 52 kg – 9. miejsce,
- William Lara – styl klasyczny waga do 57 kg – 5. miejsce,
- Juan Luis Marén – styl klasyczny waga do 62 kg – 3. miejsce,
- Cecilio Rodríguez – styl klasyczny waga do 68 kg – 4. miejsce,
- Néstor Almanza – styl klasyczny waga do 74 kg – 4. miejsce,
- Reynaldo Peña – styl klasyczny waga do 90 kg – 7. miejsce,
- Héctor Milián – styl klasyczny waga do 100 kg – 1. miejsce,
- Cándido Mesa – styl klasyczny waga do 130 kg – odpadł w eliminacjach,
- Aldo Martínez – styl wolny waga do 48 kg – 7. miejsce,
- Alfredo Leyva – styl wolny waga do 52 kg – odpadł w eliminacjach,
- Alejandro Puerto – styl wolny waga do 57 kg – 1. miejsce,
- Lázaro Reinoso – styl wolny waga do 62 kg – 3. miejsce,
- Jesús Rodríguez – styl wolny waga do 68 kg – odpadł w eliminacjach,
- Roberto Limonta – styl wolny waga do 90 kg – 6. miejsce,